# Koen Geens
Koenraad Frans Julia Geens, detto Koen (Merksem, 22 gennaio 1958), è un politico belga; è Ministro della giustizia nei governi Michel I, II e Wilmes dall'11 ottobre 2014 dopo essere stato Ministro federale delle finanze nel Governo Di Rupo dal 5 marzo 2013 al 11 ottobre 2014.
Dal 2014 è membro della Camera dei rappresentanti del Belgio e il 2 luglio 2019 a seguito delle dimissioni come vice primo ministro di kris Peeters assume il medesimo incarico nel governo Wilmes

## Biografia

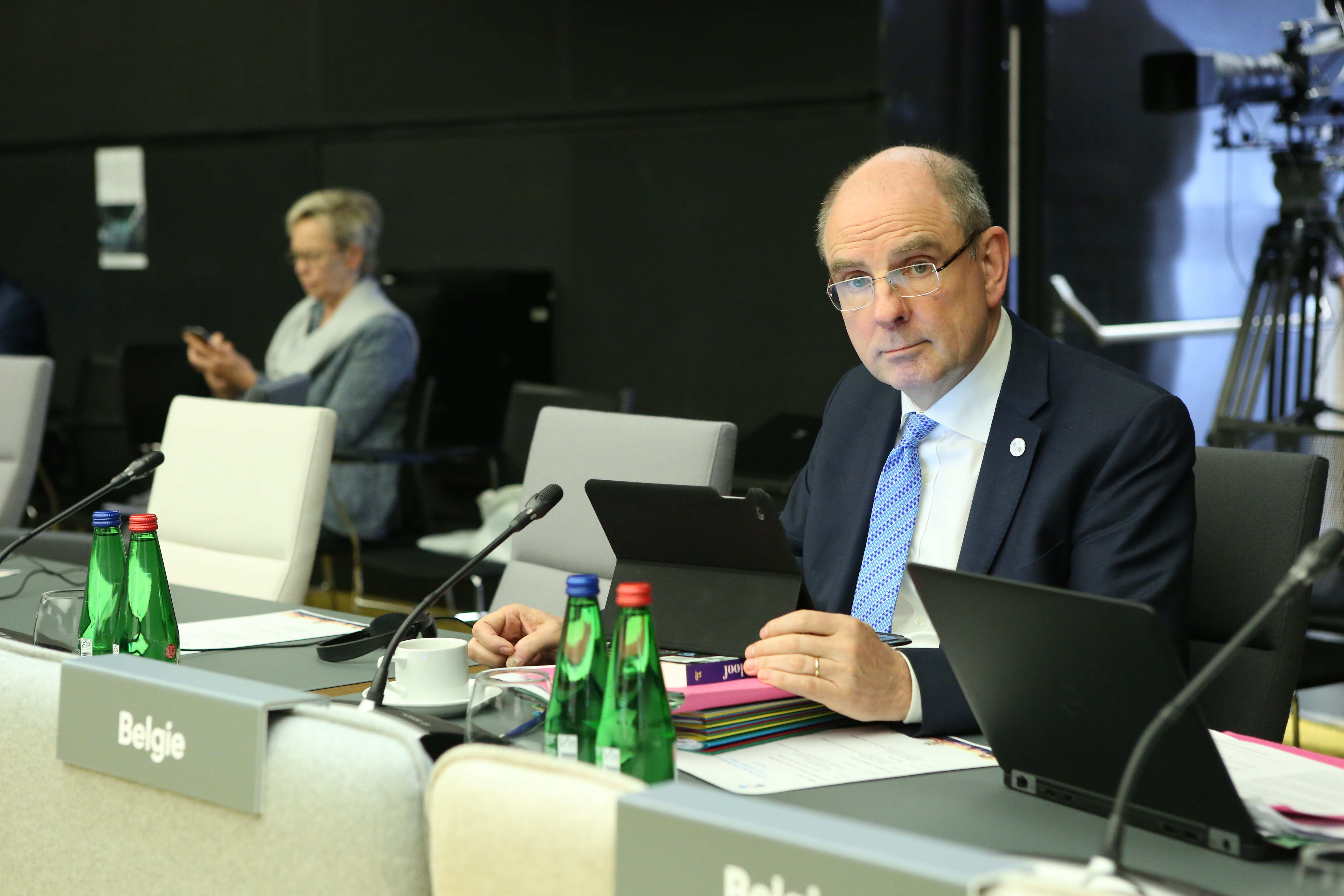
Il ministro Geens al vertice informale dei Ministri della Giustizia e dell'Interno

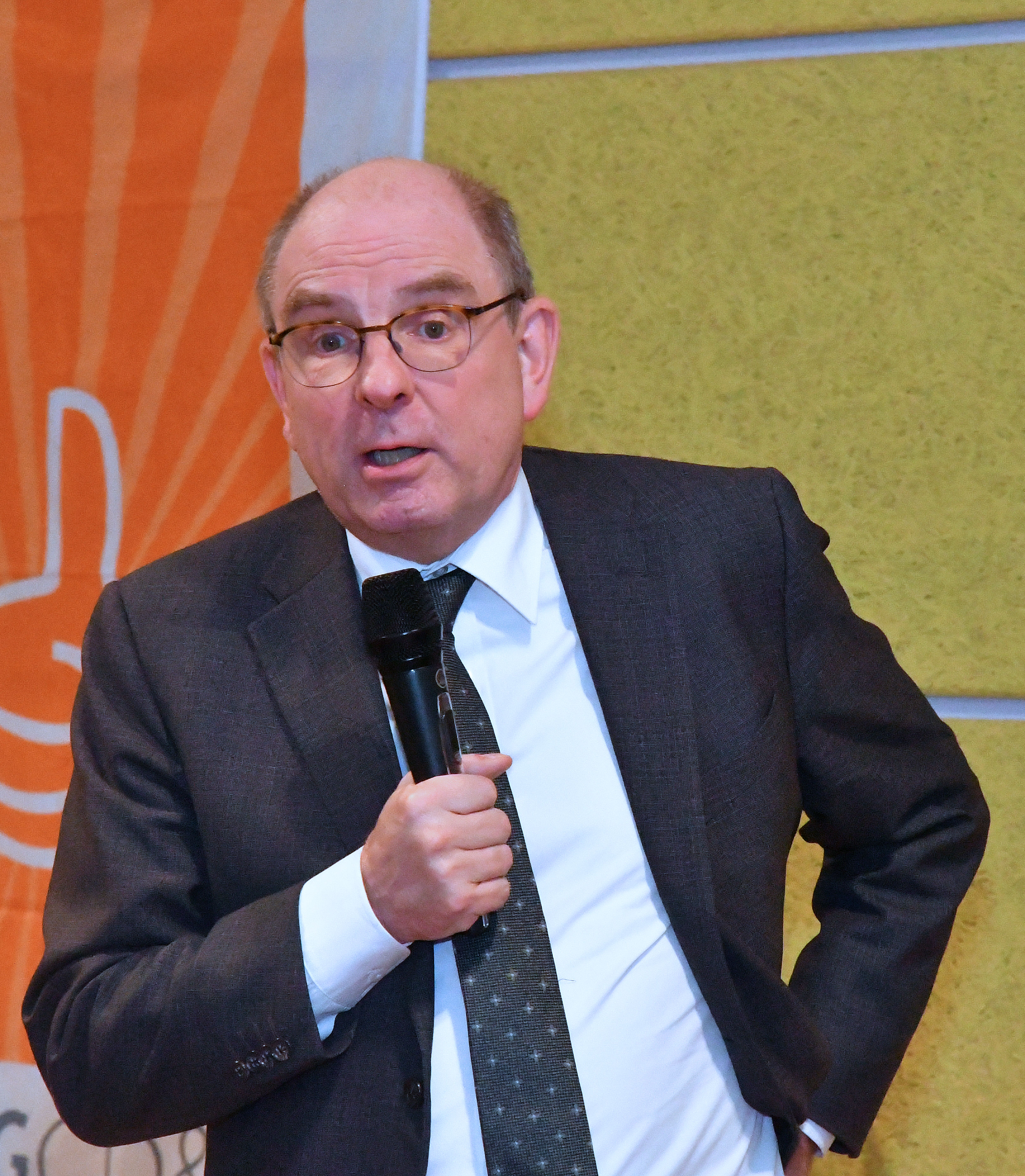
Koen Geens durante un discorso al ricevimento di Capodanno a Zemst.

Koen Geens è avvocato, professore di diritto societario e finanziario presso la KU Leuven e co-fondatore dell'impresa legale Eubelius, la più grande in Belgio.
Egli è il capo del Ministro Presidente fiammingo Kris Peeters tra il 2007 e il 2009. Nel 2013, è diventato ministro delle Finanze del governo Di Rupo, dopo le dimissioni di Steven Vanackere è stato destabilizzato a causa di un caso complicato di presunti accordi commerciali tra l'Algemeen Christelijk Werknemersverbond (ACW), il movimento dei lavoratori cristiani fiamminghi e la banca Belfius..
Alla sua nomina a Ministro delle Finanze, è stato immediatamente criticato per essere membro dell'ufficio di Eubelius, che ha aiutato l'ACW a stipulare accordi commerciali con Belfius, che ha portato alle dimissioni di Steven Vanackere. Questo ufficio ha anche partecipato alla liquidazione di Arco, fonte di tensioni politiche. Dopo la sua nomina, ha annunciato che Eubelius non avrebbe più rappresentato ACW e Arco.
Era stato nominato dal governo come direttore di BNP Paribas Fortis, ma questa funzione non è compatibile con quella di ministro. È anche una delle persone fondamentali di Vlaanderen in Actie (Fiandre in azione), progetto delle autorità fiamminghe per rendere le Fiandre una delle regioni più dinamiche dell'Europa del futuro..
È membro del Dipartimento di Scienze Umane dell'Accademia Reale delle Scienze e delle Arti e dell'Academia Europæa. È anche Presidente del Consiglio di fondazione della Thomas More School. Nel 2009, è candidato alla successione di Marc Vervenne come rettore della Katholieke Universiteit Leuven, ma viene eletto il suo rivale Mark Waer.
Nelle elezioni federali del 25 maggio 2014 è apparso nella circoscrizione del Brabante Fiammingo ed è stato eletto con più di 45.000 voti di preferenza. Divenne allora ministro della Giustizia, l'11 ottobre 2014, nel governo Michel. Koens Geens ha presentato le sue dimissioni dopo gli attacchi del 22 marzo 2016 a Bruxelles, respinti da Charles Michel..